# Radical 68
Le radical 68, qui signifie la louche, est un des 35 des 214 radicaux chinois répertoriés dans le dictionnaire de Kangxi composés de quatre traits.
Le caractère Unicode de 斗 est 6597.

## Caractères avec le radical 68
| nombre de traits          | caractères |
| ------------------------- | ---------- |
| Sans trait supplémentaire | 斗         |
| 3 traits supplémentaires  | 斘         |
| 6 traits supplémentaires  | 料 斚 斛   |
| 7 traits supplémentaires  | 斜         |
| 8 traits supplémentaires  | 斝         |
| 9 traits supplémentaires  | 斞 斟      |
| 10 traits supplémentaires | 斠 斡      |
| 12 traits supplémentaires | 斢         |
| 13 traits supplémentaires | 斣         |